# Kos
Kos er en græsk ø i det Ægæiske Hav på ca. 295 km² med ca. 30.000 indbyggere, hvoraf de fleste bor i og omkring byen Kos. Øen er med i øgruppen Dodekaneserne. 
Øen kendes fra den græske oldtid for at have huset Hippokrates. Midt i Kos by står det 12 m høje platantræ på Platía Platanou ("Platanens Plads"), der menes at have dannet ramme om Hippokrates' undervisning. Træet har naturligt nok fået navnet Hippokrates' Træ.
Platantræet er ved at gå ud og holdes oppe af stativer. Det er ikke det Hippokrates sad under.
Asklepieion er det berømte lægetempel, som Hippokrates oprettede, og ligger   uden for Kos by. 
Omtrent 27 km syd for Kos by ved byen Antimachia, ligger øens internationale lufthavn, Kos International Airport "Hippocrates".
Op gennem 1990'erne og 2000'erne var Kos kendt for at tiltrække mange unge, der blot kom til øen for at feste. Det er et ry, borgmesteren i Kos by og øens turistorganisation, har arbejdet på at ændre, for at tiltrække et mere kulturelt publikum. Der er stadig en udpræget feststemning i centrum, men særligt længere ude er der rig mulighed for at opleve øens natur i ro og fred.
Kos ligger ikke langt fra Tyrkiet og de græske øer Kalymnos og Leros. Fra Kos by er der afgang til Bodrum i Tyrkiet med hydrofoilbåde bygget i Sovjetunionen.